# Gualjaina
Gualjaina es una localidad de Argentina ubicada en el departamento Cushamen, al noroeste de la provincia del Chubut, en la Patagonia andina.

## Toponimia
El primer nombre conocido de este paraje fue "Woolkein", en la pronunciación que le dio Musters, a la palabra en el idioma puelche (de los gününa küne). Posteriormente el mismo nombre se fue deformando al ser pronunciado por indígenas de lengua mapuche, llegando a ser el mismo que Francisco Pascasio Moreno mencionó como Gualjaina y también como Gualgaina. El nombre significa "abra" o "cañadón", y es el mismo término que —en el otro extremo del área de los puelches— dio nombre a la sierra del Volcán o Vuulcán, en los alrededores de Balcarce (Buenos Aires).

## Población
Contó con 1183 habitantes (Indec, 2010), lo que representó un incremento del 82,5% frente a los 648 habitantes (Indec, 2001) del censo anterior. La población se compuso de 575 varones y 608 mujeres, lo que arrojó un índice de masculinidad del 94.57%. En tanto, las viviendas pasaron a ser 458.
Tras el censo de 2022 se conoció una caída en el crecimiento sostenido de la localidad con 1041 habitantes y unas 543 viviendas.
| Gráfica de evolución demográfica de Gualjaina entre 1991 y 2022 |
|                                                                 |
| Fuente: Censos nacionales del INDEC                             |

## Parroquias de la Iglesia católica en Gualjaina
| Prelatura territorial | Esquel                                 |
| --------------------- | -------------------------------------- |
| Parroquia             | Nuestra Señora de la Medalla Milagrosa |